# Tweede Kamerverkiezingen in het kiesdistrict Steenwijk

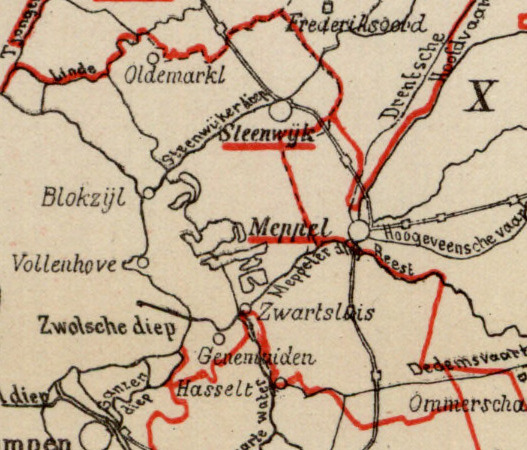
Kiesdistrict Steenwijk (1888)

Tweede Kamerverkiezingen in het kiesdistrict Steenwijk geeft een overzicht van verkiezingen voor de Nederlandse Tweede Kamer in het kiesdistrict Steenwijk in de periode 1850-1918.
Het kiesdistrict Steenwijk werd ingesteld werd ingesteld in 1850 bij de inwerkingtreding van de Kieswet. Tot het kiesdistrict behoorden de volgende gemeenten: Ambt Vollenhove, Blankenham, Blokzijl, Giethoorn, Kuinre, Oldemarkt, Ooststellingwerf, Stad Vollenhove, Staphorst, Steenwijk, Steenwijkerwold, Wanneperveen, Weststellingwerf en Zwartsluis.
In 1858 werd de indeling van het kiesdistrict gewijzigd. De gemeente Ooststellingwerf werd toegevoegd aan het kiesdistrict Sneek.
In 1869 werd de indeling van het kiesdistrict wederom gewijzigd. De gemeente Weststellingwerf werd toegevoegd aan het kiesdistrict Sneek. Tevens werd een gedeelte van de kiesdistricten Assen (de gemeenten Diever, Havelte, Nijeveen en Vledder) en Zwolle (de gemeenten Genemuiden en Hasselt) toegevoegd aan het kiesdistrict Steenwijk.
In 1878 werd de indeling van het kiesdistrict wederom gewijzigd. De gemeenten Diever, Havelte, Nijeveen en Vledder werden weer toegevoegd aan het kiesdistrict Assen. Tevens werd een gedeelte van het kiesdistrict Zwolle (de gemeente Avereest) toegevoegd aan het kiesdistrict Steenwijk.
In 1888 werd de indeling van het kiesdistrict wederom gewijzigd. De gemeente Avereest werd toegevoegd aan het nieuw ingestelde kiesdistrict Meppel. Tevens werd een gedeelte van het kiesdistrict Zwolle (de gemeente Nieuwleusen) toegevoegd aan het kiesdistrict Steenwijk.
Het kiesdistrict Steenwijk vaardigde in dit tijdvak per zittingsperiode één lid af naar de Tweede Kamer. 
Legenda
- cursief: in de eerste verkiezingsronde geëindigd op de eerste of tweede plaats, en geplaatst voor de tweede ronde;
- vet: gekozen als lid van de Tweede Kamer.

## 27 augustus 1850
De verkiezingen werden gehouden na ontbinding van de Tweede Kamer, na inwerkingtreding van de Kieswet waarbij het kiesdistrict Steenwijk werd ingesteld. 
|                         | 27 augustus |
| ----------------------- | ----------- |
| Kiesgerechtigden        | 1.503       |
| Opkomst                 | 910         |
| Geldige stemmen         | 873         |
| Blanco stemmen          | 8           |
| Kandidaten              |             |
| A.J. Duymaer van Twist  | 706         |
| A.F. Jongstra           | 92          |
| N. van Heloma           | 28          |
| G. Groen van Prinsterer | 27          |

## 20 februari 1851
Albertus Duymaer van Twist, gekozen bij de verkiezingen van 27 augustus 1850, trad op 21 januari 1851 af vanwege zijn benoeming als gouverneur-generaal van Nederlands-Indië. Om in de ontstane vacature te voorzien werd een tussentijdse verkiezing gehouden.
|                             | 20 februari | 5 maart |
| --------------------------- | ----------- | ------- |
| Kiesgerechtigden            | 1.503       | 1.503   |
| Opkomst                     | 769         | 826     |
| Geldige stemmen             | 766         | 819     |
| Blanco stemmen              | 3           | 5       |
| Kandidaten                  |             |         |
| J.A. de Fremery             | 221         | 424     |
| N. van Heloma               | 282         | 395     |
| J.A.G. de Vos van Steenwijk | 125         |         |
| J.J.L. van der Brugghen     | 97          |         |

## 17 mei 1853
De verkiezingen werden gehouden na ontbinding van de Tweede Kamer.
|                  | 17 mei |
| ---------------- | ------ |
| Kiesgerechtigden | 1.441  |
| Opkomst          | 932    |
| Geldige stemmen  | 926    |
| Blanco stemmen   | 1      |
| Kandidaten       |        |
| J. van Lennep    | 500    |
| J.A. de Fremery  | 149    |
| L. Metman        | 120    |
| P.M. van Goens   | 72     |
| N. van Heloma    | 64     |

## 10 juni 1856
De verkiezingen werden gehouden vanwege de afloop van de zittingstermijn van het gekozen lid. 
|                        | 10 juni |
| ---------------------- | ------- |
| Kiesgerechtigden       | 1.522   |
| Opkomst                | 589     |
| Geldige stemmen        | 558     |
| Blanco stemmen         | 1       |
| Kandidaten             |         |
| A.J. Duymaer van Twist | 307     |
| J. van Lennep          | 198     |
| J.A. de Fremery        | 32      |

## 31 oktober 1856
Albertus Duymaer van Twist, gekozen bij de verkiezingen van 10 juni 1856, nam om gezondheidsredenen zijn benoeming niet aan. Om in de ontstane vacature te voorzien werd een naverkiezing gehouden. 
|                              | 31 oktober |
| ---------------------------- | ---------- |
| Kiesgerechtigden             | 1.522      |
| Opkomst                      | 712        |
| Geldige stemmen              | 688        |
| Blanco stemmen               | 2          |
| Kandidaten                   |            |
| C.M. Storm van 's Gravesande | 384        |
| B.P.G. van Diggelen          | 178        |
| L. Metman                    | 117        |

## 12 juni 1860
De verkiezingen werden gehouden vanwege de afloop van de zittingstermijn van het gekozen lid. 
|                              | 12 juni |
| ---------------------------- | ------- |
| Kiesgerechtigden             | 1.365   |
| Opkomst                      | 583     |
| Geldige stemmen              | 565     |
| Blanco stemmen               | 7       |
| Kandidaten                   |         |
| C.M. Storm van 's Gravesande | 318     |
| J. Zeehuizen                 | 174     |
| G. Groen van Prinsterer      | 44      |
| J. van Andel                 | 17      |

## 14 juni 1864
De verkiezingen werden gehouden vanwege de afloop van de zittingstermijn van het gekozen lid. 
|                              | 14 juni |
| ---------------------------- | ------- |
| Kiesgerechtigden             | 1.419   |
| Opkomst                      | 536     |
| Geldige stemmen              | 530     |
| Blanco stemmen               | 4       |
| Kandidaten                   |         |
| C.M. Storm van 's Gravesande | 288     |
| J. Meesters                  | 144     |
| J. van Eik                   | 70      |

## 30 oktober 1866
De verkiezingen werden gehouden na ontbinding van de Tweede Kamer.
|                              | 30 oktober |
| ---------------------------- | ---------- |
| Kiesgerechtigden             | 1.455      |
| Opkomst                      | 870        |
| Geldige stemmen              | 843        |
| Blanco stemmen               | 1          |
| Kandidaten                   |            |
| C.M. Storm van 's Gravesande | 506        |
| J.W. van Loon                | 296        |
| J.L. Bernhardi               | 28         |

## 22 januari 1868
De verkiezingen werden gehouden na ontbinding van de Tweede Kamer.
|                              | 22 januari |
| ---------------------------- | ---------- |
| Kiesgerechtigden             | 1.449      |
| Opkomst                      | 877        |
| Geldige stemmen              | 860        |
| Blanco stemmen               | 0          |
| Kandidaten                   |            |
| C.M. Storm van 's Gravesande | 513        |
| J.W. van Loon                | 325        |

## 13 juni 1871
De verkiezingen werden gehouden vanwege de afloop van de zittingstermijn van het gekozen lid. 
|                              | 13 juni |
| ---------------------------- | ------- |
| Kiesgerechtigden             | 1.416   |
| Opkomst                      | 675     |
| Geldige stemmen              | 669     |
| Blanco stemmen               | 4       |
| Kandidaten                   |         |
| C.M. Storm van 's Gravesande | 523     |
| J.W. Gefken                  | 110     |
| A. Kuyper                    | 24      |

## 8 juni 1875
De verkiezingen werden gehouden vanwege de afloop van de zittingstermijn van het gekozen lid. 
|                              | 8 juni |
| ---------------------------- | ------ |
| Kiesgerechtigden             | 1.511  |
| Opkomst                      | 1.132  |
| Geldige stemmen              | 1.122  |
| Blanco stemmen               | 5      |
| Kandidaten                   |        |
| C.M. Storm van 's Gravesande | 664    |
| L.W.C. Keuchenius            | 455    |

## 10 juni 1879
De verkiezingen werden gehouden vanwege de afloop van de zittingstermijn van het gekozen lid. 
|                                         | 10 juni | 24 juni |
| --------------------------------------- | ------- | ------- |
| Kiesgerechtigden                        | 1.539   | 1.539   |
| Opkomst                                 | 1.185   | 1.366   |
| Geldige stemmen                         | 1.177   | 1.356   |
| Blanco stemmen                          | 3       | 10      |
| Kandidaten                              |         |         |
| A.J. Thomassen à Thuessink van der Hoop | 564     | 711     |
| P.J.G. van Diggelen                     | 389     | 645     |
| A.J. Dijckmeester                       | 222     |         |

## 11 april 1882
Jan Thomassen à Thuessink van der Hoop, gekozen bij de verkiezingen van 10 juni 1879, overleed op 19 maart 1882. Om in de ontstane vacature te voorzien werd een tussentijdse verkiezing gehouden.
|                                         | 11 april |
| --------------------------------------- | -------- |
| Kiesgerechtigden                        | 1.591    |
| Opkomst                                 | 1.348    |
| Geldige stemmen                         | 1.343    |
| Blanco stemmen                          | 4        |
| Kandidaten                              |          |
| G.H. Thomassen à Thuessink van der Hoop | 718      |
| P.J.G. van Diggelen                     | 624      |

## 12 juni 1883
De verkiezingen werden gehouden vanwege de afloop van de zittingstermijn van het gekozen lid. 
|                                         | 12 juni |
| --------------------------------------- | ------- |
| Kiesgerechtigden                        | 1.646   |
| Opkomst                                 | 1.434   |
| Geldige stemmen                         | 1.433   |
| Blanco stemmen                          | 1       |
| Kandidaten                              |         |
| G.H. Thomassen à Thuessink van der Hoop | 772     |
| A.J. Dijckmeester                       | 657     |

## 28 oktober 1884
De verkiezingen werden gehouden na vervroegde ontbinding van de Tweede Kamer.
|                                         | 28 oktober |
| --------------------------------------- | ---------- |
| Kiesgerechtigden                        | 1.631      |
| Opkomst                                 | 1.307      |
| Geldige stemmen                         | 1.300      |
| Blanco stemmen                          | 6          |
| Kandidaten                              |            |
| G.H. Thomassen à Thuessink van der Hoop | 719        |
| A.J. Dijckmeester                       | 574        |

## 15 juni 1886
De verkiezingen werden gehouden na vervroegde ontbinding van de Tweede Kamer.
|                                         | 15 juni |
| --------------------------------------- | ------- |
| Kiesgerechtigden                        | 1.725   |
| Opkomst                                 | 1.572   |
| Geldige stemmen                         | 1.565   |
| Blanco stemmen                          | 4       |
| Kandidaten                              |         |
| J.R. Meesters                           | 820     |
| G.H. Thomassen à Thuessink van der Hoop | 741     |

## 1 september 1887
De verkiezingen werden gehouden na vervroegde ontbinding van de Tweede Kamer.
|                                         | 1 september |
| --------------------------------------- | ----------- |
| Kiesgerechtigden                        | 1.713       |
| Opkomst                                 | 1.464       |
| Geldige stemmen                         | 1.446       |
| Blanco stemmen                          | 11          |
| Kandidaten                              |             |
| J.R. Meesters                           | 811         |
| G.H. Thomassen à Thuessink van der Hoop | 626         |

## 6 maart 1888
De verkiezingen werden gehouden na vervroegde ontbinding van de Tweede Kamer.
|                  | 6 maart |
| ---------------- | ------- |
| Kiesgerechtigden | 2.900   |
| Opkomst          | 2.532   |
| Geldige stemmen  | 2.516   |
| Blanco stemmen   | 13      |
| Kandidaten       |         |
| U.H. Huber       | 1.302   |
| W.H. de Beaufort | 1.199   |

## 10 april 1888
Ulrich Huber was bij de verkiezingen van 6 maart 1888 gekozen in twee kiesdistricten, Dokkum en Steenwijk. Hij opteerde voor Dokkum, als gevolg waarvan in Steenwijk een naverkiezing gehouden werd. 
|                               | 10 april |
| ----------------------------- | -------- |
| Kiesgerechtigden              | 2.900    |
| Opkomst                       | 2.598    |
| Geldige stemmen               | 2.589    |
| Blanco stemmen                | 6        |
| Kandidaten                    |          |
| G.J.T. Beelaerts van Blokland | 1.400    |
| W.H. de Beaufort              | 1.184    |

## 9 juni 1891
De verkiezingen werden gehouden na ontbinding van de Tweede Kamer.
|                               | 9 juni |
| ----------------------------- | ------ |
| Kiesgerechtigden              | 2.864  |
| Opkomst                       | 2.456  |
| Geldige stemmen               | 2.441  |
| Blanco stemmen                | 12     |
| Kandidaten                    |        |
| G.J.T. Beelaerts van Blokland | 1.432  |
| J. Meesters                   | 1.003  |

## 10 april 1894
De verkiezingen werden gehouden na vervroegde ontbinding van de Tweede Kamer.
|                               | 10 april | 24 april |
| ----------------------------- | -------- | -------- |
| Kiesgerechtigden              | 2.800    | 2.800    |
| Opkomst                       | 2.213    | 2.332    |
| Geldige stemmen               | 2.194    | 2.308    |
| Blanco stemmen                | 13       | 17       |
| Kandidaten                    |          |          |
| J. Meesters                   | 727      | 1.323    |
| G.J.T. Beelaerts van Blokland | 834      | 984      |
| A. Wiersinga                  | 630      |          |

## 15 juni 1897
De verkiezingen werden gehouden na ontbinding van de Tweede Kamer.
|                                     | 15 juni | 25 juni |
| ----------------------------------- | ------- | ------- |
| Kiesgerechtigden                    | 5.863   | 5863    |
| Opkomst                             | 4.116   | 4.553   |
| Geldige stemmen                     | 4.068   | 4.509   |
| Blanco stemmen                      | 48      | 44      |
| Kandidaten                          |         |         |
| J. Meesters                         | 1.575   | 2.389   |
| A.P.R.C. van der Borch van Verwolde | 1.469   | 2.120   |
| J.G. van der Hoop                   | 741     |         |
| J. Bosch Bruist                     | 283     |         |

## 14 juni 1901
De verkiezingen werden gehouden na ontbinding van de Tweede Kamer.
|                        | 14 juni |
| ---------------------- | ------- |
| Kiesgerechtigden       | 5.701   |
| Opkomst                | 4.457   |
| Geldige stemmen        | 4.359   |
| Blanco stemmen         | 98      |
| Kandidaten             |         |
| L.F. Duymaer van Twist | 2.545   |
| J. Meesters            | 1.544   |
| W.P. Zeilmaker         | 270     |

## 16 juni 1905
De verkiezingen werden gehouden na ontbinding van de Tweede Kamer.
|                        | 16 juni |
| ---------------------- | ------- |
| Kiesgerechtigden       | 7.007   |
| Opkomst                | 6.500   |
| Geldige stemmen        | 6.433   |
| Blanco stemmen         | 67      |
| Kandidaten             |         |
| L.F. Duymaer van Twist | 3.231   |
| J.H. Tromp Meesters    | 3.202   |

## 11 juli 1905
Lodewijk Duymaer van Twist, gekozen bij de verkiezingen van 11 juli 1905, nam zijn benoeming niet aan vanwege zijn bevordering tot kapitein. Om in de ontstane vacature te voorzien werd een naverkiezing gehouden.
|                        | 11 juli |
| ---------------------- | ------- |
| Kiesgerechtigden       | 7.007   |
| Kandidaten             |         |
| L.F. Duymaer van Twist |         |

Duymaer van Twist was de enige kandidaat; hij werd zonder nadere stemming gekozen verklaard.

## 11 juni 1909
De verkiezingen werden gehouden na ontbinding van de Tweede Kamer.
|                        | 11 juni |
| ---------------------- | ------- |
| Kiesgerechtigden       | 7.550   |
| Opkomst                | 6.876   |
| Geldige stemmen        | 6.775   |
| Blanco stemmen         | 101     |
| Kandidaten             |         |
| L.F. Duymaer van Twist | 3.826   |
| J. van Gilse           | 2.949   |

## 17 juni 1913
De verkiezingen werden gehouden na ontbinding van de Tweede Kamer.
|                          | 17 juni |
| ------------------------ | ------- |
| Kiesgerechtigden         | 7.976   |
| Opkomst                  | 7.372   |
| Geldige stemmen          | 7.268   |
| Blanco stemmen           | 104     |
| Kandidaten               |         |
| L.F. Duymaer van Twist   | 3.721   |
| E. van Ketwich Verschuur | 3.196   |
| B. Boers                 | 351     |

## 15 juni 1917
De verkiezingen werden gehouden na ontbinding van de Tweede Kamer.
|                        | 15 juni |
| ---------------------- | ------- |
| Kiesgerechtigden       | 8.327   |
| Kandidaten             |         |
| L.F. Duymaer van Twist |         |

De zeven in de vorige Tweede Kamer vertegenwoordigde partijen hadden afgesproken in elkaars kiesdistricten geen tegenkandidaten te stellen. Duymaer van Twist was derhalve de enige kandidaat; hij werd zonder nadere stemming gekozen verklaard.

## Opheffing
De verkiezing van 1917 was de laatste verkiezing voor het kiesdistrict Steenwijk. In 1918 werd voor verkiezingen voor de Tweede Kamer overgegaan op een systeem van evenredige vertegenwoordiging met kandidatenlijsten van politieke partijen.